# Pusula pediculus
Pusula pediculus is een slakkensoort uit de familie Triviidae. De wetenschappelijke naam werd gepubliceerd in 1758 door Carl Linnaeus in de tiende editie van Systema naturae.